# Бернстайн, Леонард
Леона́рд Бернста́йн (англ. Leonard Bernstein; 25 августа 1918 — 14 октября 1990) — американский композитор, пианист, дирижёр и популяризатор академической музыки. Дирижировал многими ведущими оркестрами мира, главный дирижёр Нью-Йоркской филармонии (1958—1969). Впервые исполнил многие произведения американских композиторов. Автор балетов, симфоний, мюзиклов и других музыкальных произведений.

## Биография
Луи (Louis, евр. имя Арье-Лейб) Бернстайн родился 25 августа 1918 года в Лоуренсе, штат Массачусетс, в еврейской семье, приехавшей из Ровно (Украина): мать Дженни (урождённая Резник), отец Самуил Иосиф Бернстайн, оптовый поставщик парикмахерских товаров (по некоторым источникам, владел книжным магазином). Бабушка настояла, чтобы ребёнка назвали Луи, но родители всегда называли его Леонардом. Он официально сменил своё имя на Леонард в возрасте пятнадцати лет, вскоре после смерти своей бабушки. Для своих друзей и многих других он был просто «Lenny».
Отец сначала не поощрял интерес молодого Леонарда к музыке, хотя и брал мальчика на концерты и в конечном счёте поддержал его музыкальное образование. В юности Бернстайн собирался стать пианистом.
Уроки игры на фортепиано Бернстайн начал брать ещё в детстве, учась в гарнизонной и Бостонской латинской школах. Изучал композицию в Гарвардском университете у Уолтера Пистона, Эдварда Берлингейма-Хилла и А. Тиллмана Меррита[уточнить]. Ещё до окончания университета в 1939 году Бернстайн неофициально дебютировал как дирижёр со своей собственной музыкой к «The Birds», а также играл и дирижировал в «The Cradle Will Rock» Марка Блитцстайна (Marc Blitzstein).
Позже учился в Кёртисовском институте музыки у Фрица Рейнера (дирижирование), Рэндалла Томпсона (оркестровка), Рихарда Штёра (контрапункт) и Изабеллы Венгеровой (фортепиано);
В 1940 году Бернстайн учился в летней школе при Бостонском симфоническом оркестре (Тэнглвудский музыкальный центр) под руководством Сергея Кусевицкого, а позже стал его помощником.
Ассистент дирижёра (1943—1944), дирижёр (1957—1958), главный дирижёр (1958—1969) Нью-Йоркского филармонического оркестра (где стал преемником Бруно Вальтера) и городского оркестра «Нью-Йорк сити симфони» (1945—1948).
В 1953 году Бернстайн стал первым американским дирижёром в «Ла Скала», сотрудничал с Марией Каллас.
22 августа 1959 года в Большом зале Московской консерватории состоялось открытие концертного тура Нью-Йоркского оркестра под руководством Леонарда Бернстайна. Этот тур включал семнадцать стран (три недели в СССР) и пятьдесят концертов. Заключительный концерт исполнялся в Белом Доме, Вашингтон.
Обладатель Премии Сименса (1987). Автор книг «Радость музыки» (The Joy of Music, 1959) и «Бесконечное разнообразие музыки» (The Infinite Variety of Music, 1966), «Концерты для молодежи» (Young People’s Concerts), «Вопрос без ответа» (The Unanswered Question, 1976), «Открытия» (Findings, 1982).
В 1971 году был введён в национальный Зал славы авторов песен.
В начале 1990 года по состоянию здоровья Бернстайн был вынужден отменить несколько выступлений в США и Японии. Последний раз он дирижировал 19 августа в Тэнглвуде, штат Массачусетс, когда Бостонский симфонический оркестр исполнял «Четыре морские интерлюдии» Б. Бриттена и Седьмую симфонию Бетховена. При исполнении третьей части симфонии у дирижёра начались приступы кашля (он не мог избавиться от привычки курить).
Умер от сердечного приступа 14 октября 1990 года. Похоронен на кладбище Грин-Вуд в Нью-Йорке рядом с женой и с партитурой Симфонии № 5 Малера у сердца. Концерт памяти Бернстайна состоялся в Карнеги-Холл 14 ноября 1990 года. Большая часть многомиллионного состояния композитора была поровну разделена между тремя его детьми.

## Личная жизнь
10 сентября 1951 года Бернстайн женился на чилийской актрисе Фелиции Монтеалегре, от которой у него родилось трое детей — дочери Джейми, Нина и сын Александр.
Их брак был выгоден Бернстайну, так как развеивал слухи относительно его личной жизни, а также помогал в карьерном росте, зависящем от благосклонности совета директоров правления, о консервативных взглядах которых предупреждал его наставник, дирижёр Димитрис Митропулос. Бернстайна и Митропулоса, по некоторым данным, также связывали романтические отношения. В своих письмах, вошедших в книгу «Письма Леонарда Бернстайна» (2013), Монтеалегре признаёт гомосексуальность Бернстайна: «Ты гомосексуал и вряд ли когда-нибудь изменишься — ты не признаёшь существование двойной жизни, однако, если от этого зависит твой душевный покой, твоё здоровье, вся твоя нервная система зависит от определённого сексуального поведения, что ты можешь с этим поделать?» По словам Артура Лорентса, Бернстайн «был женившимся мужчиной-геем. У него не было с этим проблем. Он просто был геем». Ширли Роудс Перл, подруга Бернстайна, считала, что он «нуждался в мужчинах в сексуальном плане и в женщинах — в эмоциональном». Бернстайн имел многочисленные связи с молодыми мужчинами, о которых, по словам его друзей, Монтеалегре знала.
В 1976 году Бернстайн решил, что больше не может скрывать свою гомосексуальность, и ушёл от Монтеалегре. Он поселился вместе со своим партнёром, музыкальным директором Томом Контраном, однако через год, в 1977 году, Монтеалегре был поставлен диагноз рака лёгких, и Бернстайн вернулся для того, чтобы ухаживать за ней. Она скончалась 16 июня 1978 года. В её смерти, по некоторым сообщениям, Бернстайн чувствовал свою вину.

## Репертуар и записи
Бернстайн дважды записывал полные циклы симфоний Бетховена (для Sony и Deutsche Grammophon), участвовал в записи цикла фортепианных концертов Бетховена с Кристианом Циммерманом. Бернстайн — единственный дирижёр, дважды осуществивший запись полного цикла симфоний Густава Малера (тоже для Sony и Deutsche Grammophon). Бернстайн сыграл важную роль в популяризации музыки Малера и А. Брукнера; так, американский композитор Филип Гласс писал: «Стоит напомнить, что в начале 50-х школа Брукнера и Малера была практически неизвестна за пределами Европы. Только в 60-х она приобрела колоссальную популярность в Штатах благодаря дирижёрам — прежде всего Леонарду Бернстайну».
Записал также полный цикл симфоний П. И. Чайковского, сочинения американских композиторов XX века (в том числе, свои собственные), произведения Карла Нильсена, Дариюса Мийо (трижды — в 1945, 1951, 1976 годах — записал его балет «Сотворение мира»). Из музыки добетховенского времени выделяются записи произведений Йозефа Гайдна. В апреле 1962 года исполнял Концерт для фортепиано № 1 Брамса вместе с Гленном Гульдом.
Дирижировал на премьере симфонии «Турангалилы» Оливье Мессиана (не записана).

## Сочинения

### Оперы
- «Волнения на Таити» («Trouble in Tahiti»; 1952, Уолтем)
- «Тихое место» («A Quiet Place»; 1986, Вена)

### Мюзиклы
- Увольнение в город (On the Town, 1943)
- Чудесный город (Wonderful Town, 1953)
- Кандид (Candide, 1956; Нью-Йорк)
- Вестсайдская история (West Side Story, 1957)
- «Пенсильвания-авеню, 1600» (1600 Pennsylvania Avenue, 1976)

### Балет
- Невлюбляющийся (Fancy Free, 1944)
- Факсимиле — хореографическая поэма для оркестра, 1946
- Диббук, 1974

### Симфонии
- № 1 — Иеремия (Jeremiah, 1942)
- № 2 — Век тревог (The Age of Anxiety, 1949)
- № 3 — Каддиш (Kaddish,1963)

### Другое
- «Хашкивену[англ.]» (1945)
- Пьеса «Питер Пэн» (Peter Pan, 1950)
- «Чичестерские псалмы» для хора и оркестра (Chichester Psalms, 1965)
- Месса (1971)
- Прелюдия, фуга и риффы для кларнета и джазового ансамбля

## Признание
По результатам опроса, проведённого в ноябре 2010 года британским журналом о классической музыке BBC Music Magazine среди ста дирижёров из разных стран, среди которых такие музыканты, как Колин Дэвис (Великобритания), Валерий Гергиев (Россия), Густаво Дудамель (Венесуэла), Марис Янсонс (Латвия), Леонард Бернстайн занял второе место в списке из двадцати наиболее выдающихся дирижёров всех времён. Введён в Зал славы журнала Gramophone.

## В кинематографе
В 2023 году состоялась премьера биографического фильма «Маэстро», посвященного истории любви Леонарда Бернстайна и Фелиции Монтеалегре, главные роли исполнили Брэдли Купер и Кэри Маллиган. Фильм получил «в целом положительные отзывы».